# Neubaugasse (metropolitana di Vienna)
Neubaugasse è una stazione della linea U3 della metropolitana di Vienna situata sotto Mariahilfer Straße al confine tra il 6º e il 7º distretto. La stazione è entrata in servizio il 4 settembre 1993, nel contesto del secondo prolungamento della linea U3 tra Volkstheater e Westbahnhof ed è una delle stazioni della rete metropolitana di Vienna con le entrate e le uscite più distanti rispetto all'imbarco ai treni.

## Descrizione
La stazione si sviluppa in sotterranea e l'accesso ai treni avviene su gallerie separate a binario unico per ciascuna direzione, disposte su livelli sovrapposti, con banchine disposte lateralmente. Al livello superiore si fermano i treni che viaggiano in direzione Simmering mentre a quello inferiore i treni in direzione Ottakring.
Una delle uscite si trova direttamente nel piano sotterraneo dei grandi magazzini Gerngross e per questo motivo il traffico passeggeri è molto elevato.

## Progetto "Scambio Linea U2/U5"
È in fase di realizzazione (con termine previsto nel 2028) la stazione che servirà il nuovo ramo meridionale di prolungamento della linea U2 che si estenderà dalla stazione Rathaus al nuovo capolinea di Matzleinsdorfer Platz. L'accesso ai treni si troverà a una profondità di 35 m, a un livello inferiore rispetto a quello della stazione della linea U3; si tratta della stazione più profonda dell'intera rete metropolitana di Vienna. La nuova stazione sarà collegata oltre che alle attuali uscite anche direttamente a Mariahilfer Straße e Kirchengasse con ascensori e scale.
I lavori preparatori sono iniziati nel 2020.

## Ingressi
- Mariahilfer Straße
- Gerngross
- Kirchengasse
- Neubaugasse
- Schadekgasse